# Украјина на Европском првенству у атлетици у дворани 2019.
Украјина је учествовала на 35. Европском првенству у дворани 2019 који се одржао у Глазгову, Шкотска, од 1. до 3. марта. Ово је тринаесто европско првенство у дворани од 1994. године од када Украјина учествује самостално под овим именом. Репрезентацију Украјине представљала су 33 спортиста (14 мушкараца и 19 жена) који су се такмичили у 17 дисциплина (7 мушких и 10 женских).
На овом првенству Украјина је делила 16 место по броју освојених медаља са 5 медаља од којих су две сребрне и три бронзане. У табели успешности према броју и пласману такмичара који су учествовали у финалним такмичењима (првих 8 такмичара) Украјина је са 11 финалиста заузела 6 место са 48,50 бодова.
| Плас. | Земља    | 1. место | 2. место  | 3. место | 4. место | 5. место | 6. место | 7. место | 8. место | Бр. финал. - Бод. |
| ----- | -------- | -------- | --------- | -------- | -------- | -------- | -------- | -------- | -------- | ----------------- |
| 6.    | Украјина | -        | 2 – 14,50 | 3 - 18   | 1 – 5    | 2 - 8    | -        | 1 - 2    | 2 - 2    | 11 - 48,50        |

## Учесници
| Мушкарци: - Александр Соколов — 60 м - Васил Макух — 60 м - Володимир Супрун — 60 м - Виталиј Бутрим — 400 м - Данило Даниленко — 400 м - Јевген Гуцол — 800 м - Володимир Куц — 1.500 м - Артем Шаматрин — 60 м препоне - Богдан Чорномаз — 60 м препоне - Алексеј Касјанов — 60 м препоне - Андриј Проценко — Скок увис - Дмитро Демјањук — Скок увис - Сергеј Никифоров — Скок удаљ - Владислав Мазур — Скок удаљ | Жене - Јана Качур — 60 м - Хана Рижикова — 400 м - Тетјана Мелник — 400 м - Катерина Климик — 400 м - Олга Љакова — 800 м - Тетјана Петљук — 800 м - Хана Плотицина — 60 м препоне - Хана Чубковтсова — 60 м препоне - Наталија Ручкивска — 60 м препоне - Јулија Левченко — Скок увис - Катерина Табашник — Скок увис - Ирина Герашченко — Скок увис - Марина Киплико — Скок мотком - Марина Бек-Романчук — Скок удаљ - Олга Саладуха — Троскок - Хана Красутска — Троскок - Олга Корсун — Троскок - Олга Голодна — Бацање кугле - Алина Шук — Петобој |  |

## Освајачи медаља (5)

### Сребро (2)
- Андриј Проценко — Скок увис
- Јулија Левченко — Скок увис

### Бронза (3)
- Олга Љакова — 800 м
- Марина Бек-Романчук — Скок удаљ
- Олга Саладуха — Троскок

## Резултати

### Мушкарци
| Атлетичар         | Дисциплина   | Лични рекорд | Квалификације       | Квалификације       | Полуфинале            | Полуфинале            | Финале                | Финале       | Детаљи |
| Атлетичар         | Дисциплина   | Лични рекорд | Резултат            | Место               | Резултат              | Место                 | Резултат              | Место        | Детаљи |
| ----------------- | ------------ | ------------ | ------------------- | ------------------- | --------------------- | --------------------- | --------------------- | ------------ | ------ |
| Александр Соколов | 60 м         | 6,68         | 6,75 кв             | 4. у гр. 5          | Непознато             | Непознато             | Непознато             | Непознато    |        |
| Васил Макух       | 60 м         | 6,73         | 6,84                | 4. у гр. 1          | Нису се квалификовали | Нису се квалификовали | Нису се квалификовали | 30 / 44 (45) |        |
| Володимир Супрун  | 60 м         | 6,75         | 6,87                | 5. у гр. 6          | Нису се квалификовали | Нису се квалификовали | Нису се квалификовали | 31 / 44 (45) |        |
| Виталиј Бутрим    | 400 м        | 46,45        | 47,22 КВ            | 2. у гр. 4          | 47,20                 | 4. у гр. 2            | Није се квалификовао  | 7 / 21 (22)  |        |
| Данило Даниленко  | 400 м        | 47,12        | 47,59               | 3. у гр.4           | Нису се квалификовали | Нису се квалификовали | Нису се квалификовали | 13 / 21 (22) |        |
| Јевген Гуцол      | 800 м        | 1:48,52      | 1:50,29             | 4. у гр. 3          | Нису се квалификовали | Нису се квалификовали | Нису се квалификовали | 26 / 33 (34) |        |
| Володимир Куц     | 1.500 м      | 3:43,80      | 3:53,91 ЛРС         | 8. у гр. 1          |                       |                       | Није се квалификовао  | 24 / 25 (28) |        |
| Артем Шаматрин    | 60 м препоне | 7,70         | 7,90                | 7. у гр. 4          | Нису се квалификовали | Нису се квалификовали | Нису се квалификовали | 19 / 29 (30) |        |
| Богдан Чорномаз   | 60 м препоне | 7,88         | 7,94                | 7. у гр. 3          | Нису се квалификовали | Нису се квалификовали | Нису се квалификовали | 23 / 29 (30) |        |
| Алексеј Касјанов  | 60 м препоне | 7,80         | 7,98 ЛРС            | 5. у гр. 3          | Нису се квалификовали | Нису се квалификовали | Нису се квалификовали | 25 / 29 (30) |        |
| Андриј Проценко   | Скок увис    | 2,36 НР      | 2,25 кв             | 1. у гр. А          |                       |                       | Није се квалификовао  |              |        |
| Дмитро Демјањук   | Скок увис    | 2,27         | Без исправног скока | Без исправног скока | Није се квалификовао  | Није се квалификовао  |                       |              |        |
| Сергеј Никифоров  | Скок удаљ    | 8,18         | 8,03 КВ, ЛРС        | 1.                  | 7,89                  | 5 / 9 (13)            |                       |              |        |
| Владислав Мазур   | Скок удаљ    | 7,86         | 7,64 кв             | 8.                  | 7,75                  | 8 / 9 (13)            |                       |              |        |

### Жене
| Атлетичарка         | Дисциплина   | Лични рекорд | Квалификације   | Квалификације   | Полуфинале            | Полуфинале            | Финале                | Финале       | Детаљи |
| Атлетичарка         | Дисциплина   | Лични рекорд | Резултат        | Место           | Резултат              | Место                 | Резултат              | Место        | Детаљи |
| ------------------- | ------------ | ------------ | --------------- | --------------- | --------------------- | --------------------- | --------------------- | ------------ | ------ |
| Јана Качур          | 60 м         | 7,32         | 7,52            | 6. у гр. 4      | Није се квалификовала | Није се квалификовала | Није се квалификовала | 37 / 42 (43) |        |
| Хана Рижикова       | 400 м        | 52,74        | 52,73 КВ, ЛР    | 2. у гр. 4      | 53,22                 | 4. у гр. 1            | Није се квалификовала | 9 / 37       |        |
| Тетјана Мелник      | 400 м        | 52,77        | 53,39           | 5. у гр. 2      | Нису се квалификовале | Нису се квалификовале | Нису се квалификовале | 20 / 37      |        |
| Катерина Климик     | 400 м        | 53,85        | 53,68 ЛР        | 3. у гр. 1      | Нису се квалификовале | Нису се квалификовале | Нису се квалификовале | 27 / 37      |        |
| Олга Љакова         | 800 м        | 2:00,92      | 2:04,22 кв      | 4. у гр. 2      | 2:03,60 КВ            | 3. у гр. 2            | 2:03,24               |              |        |
| Тетјана Петљук      | 800 м        | 1:58,67      | 2:05,84         | 5. у гр. 4      | Није се квалификовала | Није се квалификовала | Није се квалификовала | 17 / 21      |        |
| Хана Плотицина      | 60 м препоне | 7,92         | 8,15 кв         | 4. у гр. 2      | 8,11                  | 6. у гр. 2            | није се квалификовала | 11 / 28      |        |
| Хана Чубковтсова    | 60 м препоне | 8,17         | 8,22            | 6. у гр. 3      | Нису се квалификовале | Нису се квалификовале | Нису се квалификовале | 17 / 28      |        |
| Наталија Ручкивска  | 60 м препоне | 8,23         | 8,38            | 6. у гр. 3      | Нису се квалификовале | Нису се квалификовале | Нису се квалификовале | 24 / 28      |        |
| Јулија Левченко     | Скок увис    | 1,92         | 1,90 кв         | 4.              |                       |                       | 1,94 ЛР               |              |        |
| Оксана Окунева      | Скок увис    | 1,94         | 1,90 кв         | 4.              | 1,92                  | 4 / 21                |                       |              |        |
| Јулија Чумаченко    | Скок увис    | 1,93         | 1,86            | 9.              | Није се квалификовала | 9 / 21                |                       |              |        |
| Марина Киплико      | Скок мотком  | 4,62 НР      | Није стартовала | Није стартовала | Није се квалификовала | Није се квалификовала |                       |              |        |
| Марина Бек-Романчук | Скок удаљ    | 6,85         | 6,78 КВ         | 2.              | 6,84                  |                       |                       |              |        |
| Олга Саладуха       | Троскок      | 14,88 НР     | 14,40 КВ, ЛРС   | 1.              | 14,47 ЛРС             |                       |                       |              |        |
| Хана Красутска      | Троскок      | 14,01        | 13,82 кв        | 8.              | 14,43 ЛР              | 5 / 17 (18)           |                       |              |        |
| Олга Корсун         | Троскок      | 13,57        | 13,33           | 16.             | Нису се квалификовале | 16 / 17 (18)          |                       |              |        |
| Олга Голодна        | Бацање кугле | 18,24        | 16,91 ЛРС       | 13.             | Нису се квалификовале | 13 / 17               |                       |              |        |

#### Петобој
| Дисциплина   | Алина Шук | Алина Шук | Алина Шук | Алина Шук | Алина Шук | Алина Шук |
| Дисциплина   | Лич. рек. | Резултат  | Бод.      | Плас.     | Укупно    | Плас.     |
| ------------ | --------- | --------- | --------- | --------- | --------- | --------- |
| 60 м препоне | 8,78      | 8,89      | 933       | 12.       | 933       | 12.       |
| Скок увис    | 1,89      | 1,84 ЛРС  | 1.029     | 4.        | 1.962     | 9.        |
| Бацање кугле | 15,08     | 14,28     | 813       | 4.        | 2.775     | 8.        |
| Скок удаљ    | 6,26      | 5,84      | 801       | 11.       | 3.576     | 10.       |
| 800 м        | 2:15,24   |           |           |           |           |           |
| Петобој      | 4.581     |           |           |           | НЗ        |           |